# 電気通信大学藤沢分校
電気通信大学藤沢分校（でんきつうしんだいがくふじさわぶんこう）は、1944年-1956年頃に、神奈川県藤沢市辻堂に存在した電気通信大学の分校。

## 概要
- 1945年（昭和20年）6月時点では、収容人員200人の、本所第一部高等科専用の分校であった。

## 歴史
- 1944年（昭和19年）8月25日 - 海軍電測学校に、官立無線電信講習所（運輸通信省通信院所管）が、藤沢分教場（俗称:鵠沼校舎）を設置[1]。
- 1945年（昭和20年）4月1日 - 官立中央無線電信講習所藤沢支所へ改称。
- 1945年（昭和20年）5月19日 - 逓信院（内閣所属部局）の所管となる。
- 1946年（昭和21年）7月1日 - 逓信院廃止に伴い、逓信省の所管となる。
- 1949年（昭和24年）6月1日 - 電気通信大学藤沢分校へ改称。
- この間に、廃校となる。
- 1956年（昭和31年） - 本分校の旧木造校舎を改修し、藤沢市立湘洋中学校が開校。

## 所在地
- 神奈川県藤沢市大字辻堂字浜見山7238番地（現在の藤沢市辻堂東海岸四丁目17-1）